# Медуна-ди-Ливенца
Медуна-ди-Ливенца (итал. Meduna di Livenza, вен. Meduna de Łivensa, фриул. Midune) — коммуна в Италии, располагается в провинции Тревизо области Венеция.
Население составляет 2739 человек, плотность населения составляет 180 чел./км². Занимает площадь 15 км². Почтовый индекс — 31040. Телефонный код — 0422.
Покровителем коммуны почитается святой Иоанн Креститель, празднование 24 июня.